# Chapelle Saint-Antoine-des-Bûcherons
La chapelle Saint-Antoine-des-Bûcherons ou chapelle Saint-Antoine Abbé, est un édifice religieux situé dans le hameau d'Acomat sur la commune de Pointe-Noire en Guadeloupe. 

## Description
La chapelle, construite dans les années 1950 par des bucherons de la vallée de la Rivière Grande Plaine, est un témoignage précieux des pratiques religieuses du secteur de Pointe-Noire. Établie à l'origine à l'intersection de trois chemins menant dans les hauteurs de la Barre de l'île pour abriter une statue en plâtre de Saint-Antoine de Padoue, elle ne mesure que 2 m sur 1,5 m et reprend le système constructif d'une case. Vandalisée au début des années 2000, elle est reconstruite et légèrement agrandie par les habitants d'Acomat.

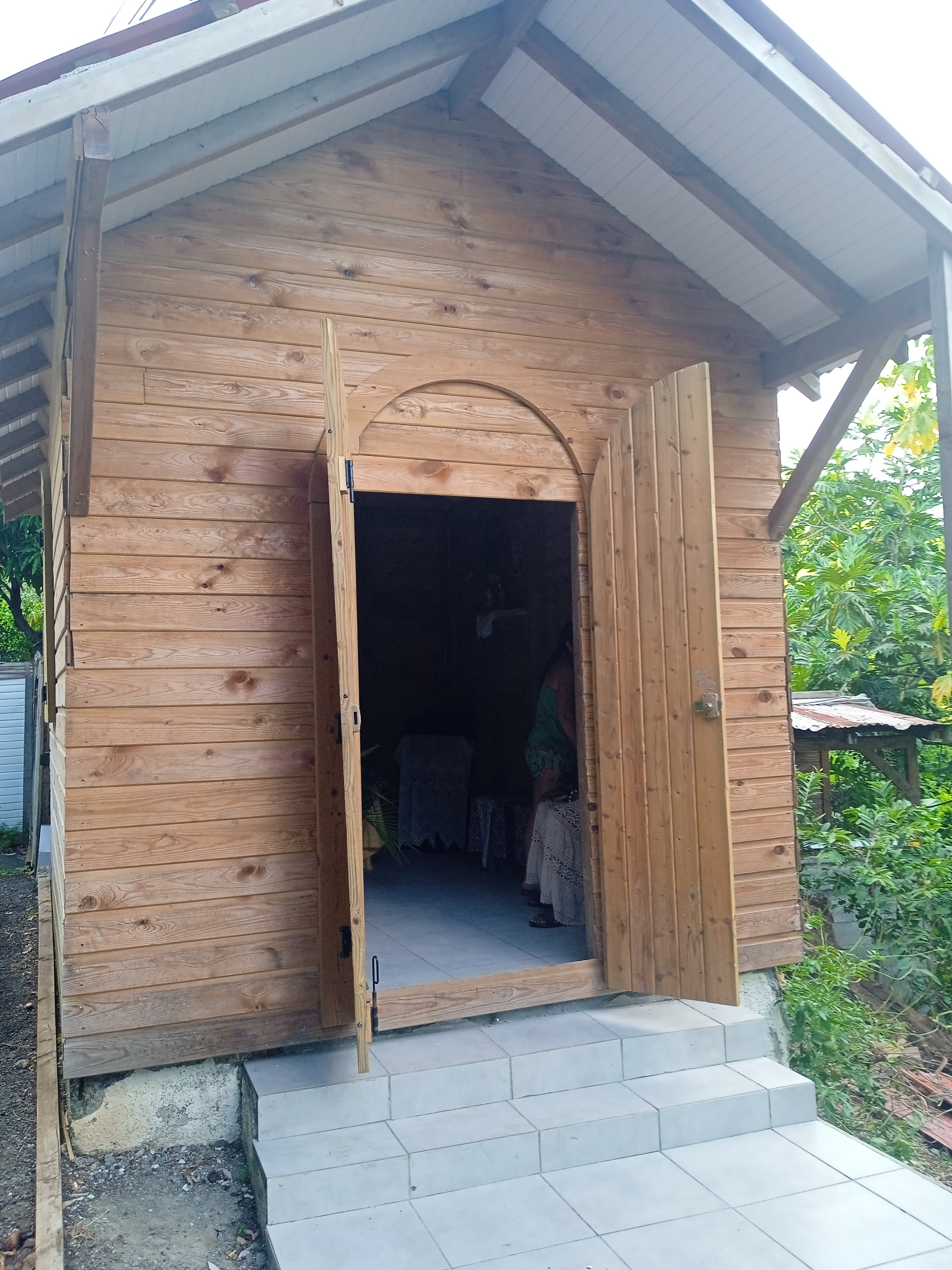
Façade.
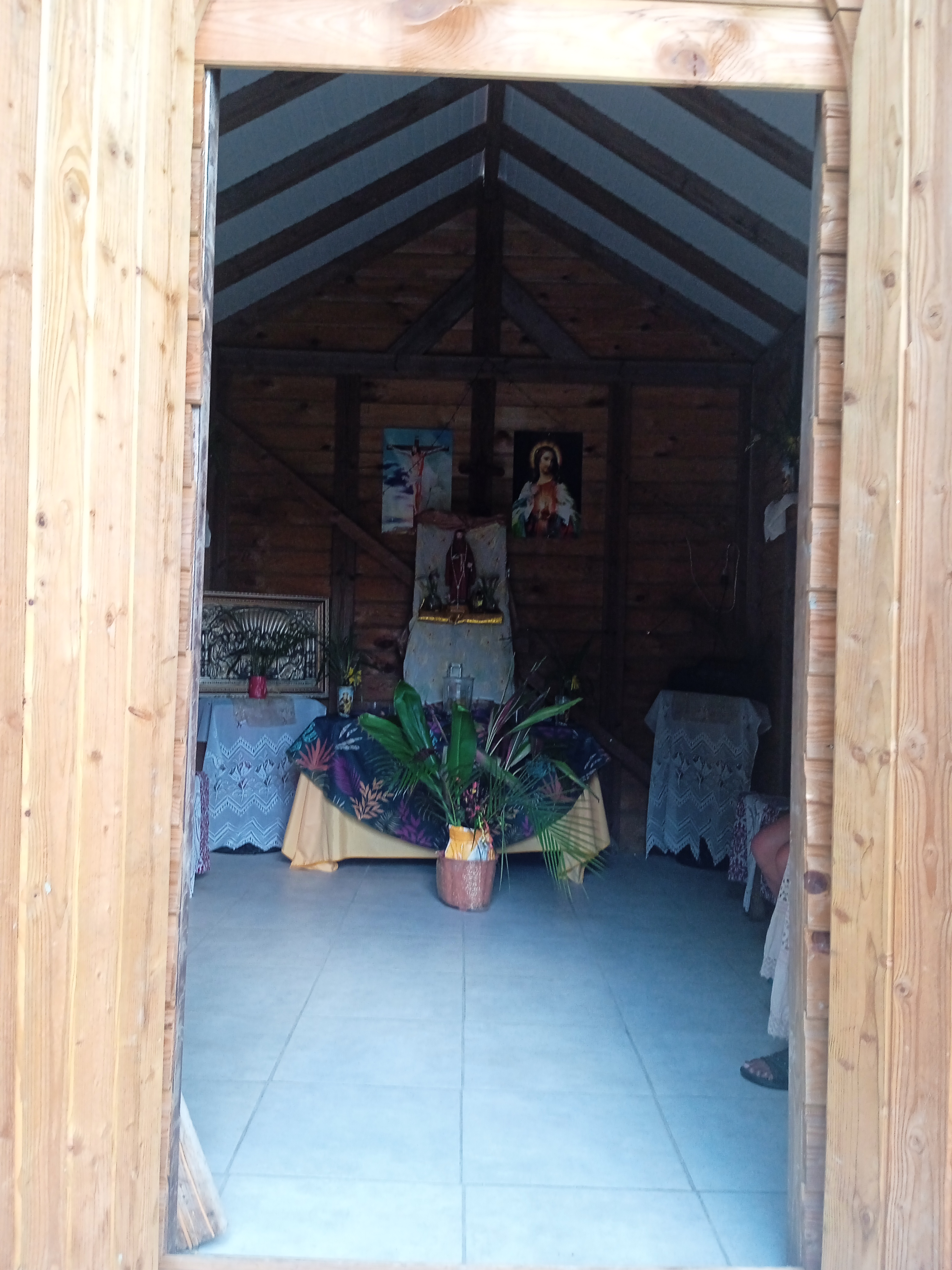
Entrée.
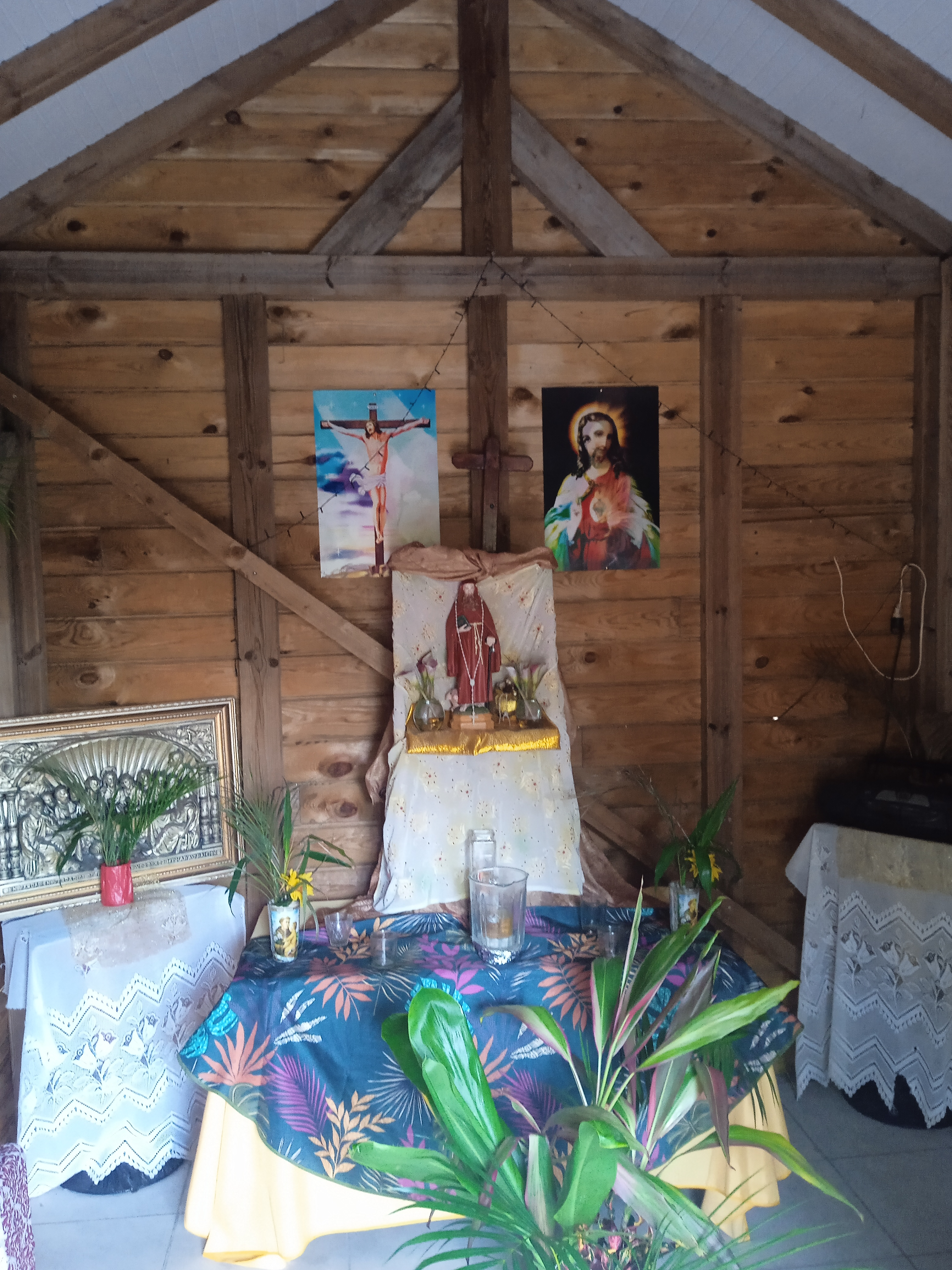
Intérieur.